# Pierre Danon
Pour les articles homonymes, voir Danon.
Pierre Danon, né le 14 mai 1956, est une personnalité française du monde des affaires.

## Biographie

### Famille et formation
Pierre Danon naît le 14 mai 1956 dans le 11e arrondissement de Paris du mariage de Guy Danon, chercheur scientifique, et de Jeanne Seban, chercheur scientifique.
Le 6 septembre 1980, il épouse Laurence Arnaud, ingénieur civil des Mines. De ce mariage, naissent deux enfants.
Pierre Danon est ingénieur civil de l'École nationale des ponts et chaussées (promotion 1978), licencié en droit de l'université Paris-Panthéon-Assas et diplômé de l'Institut supérieur des affaires (1980) devenu le MBA d'HEC. 

### Carrière professionnelle
Après avoir intégré Xerox en 1989, il est nommé président de Xerox Europe en 1997.
En 2000, Pierre Danon est nommé président-directeur général de BT Retail, une division de British Telecom, et siège au conseil d'administration du groupe .
En mars 2005, Pierre Danon est nommé directeur de l'exploitation du groupe Capgemini. Il est licencié en octobre 2005.
De septembre 2008 à 2012, Pierre Danon est président de Numericable-Completel. 
D'octobre 2013 à décembre 2019, il est également vice-président du conseil d'administration d'AgroGeneration[source secondaire nécessaire].
En septembre 2017, Pierre Danon est nommé président du conseil d'administration de Solocal. Après avoir assumé également la fonction de directeur général, il quitte l'entreprise en juin 2021.

## Autres
Il est directeur adjoint de la campagne de François Fillon lors de la primaire présidentielle des Républicains de 2016. Après sa victoire, il dirige le pôle société civile de sa campagne présidentielle,. En mai 2025, il est nommé trésorier du parti Les Républicains par Bruno Retailleau.